# Life Is Strange
Life Is Strange (englisch, auf Deutsch etwa Das Leben ist seltsam) ist ein in fünf Episoden unterteiltes 3D-Adventure des französischen Entwicklers Dontnod Entertainment, dessen erste Episode im Januar 2015 vom japanischen Publisher Square Enix für Windows-PCs und verschiedene Konsolen veröffentlicht wurde. Das Spiel begründete die gleichnamige, Stand 2025 sechsteilige Computerspielreihe.

## Handlung

### Vorgeschichte
Das Spiel spielt großteils im Jahr 2013. Die 18-jährige Maxine „Max“ Caulfield ist in der fiktiven Kleinstadt Arcadia Bay im US-Bundesstaat Oregon aufgewachsen. Vor fünf Jahren zogen ihre Eltern mit ihr nach Seattle, dabei verlor sie den Kontakt zu ihrer damals besten Freundin namens Chloe; nun ist sie alleine zurückgekehrt, um an der renommierten Blackwell Academy Fotografie zu studieren. Ein zu diesem Zeitpunkt wichtiges Gesprächsthema an der Lehranstalt ist das spurlose Verschwinden der Studentin Rachel Amber. Jede Episode spielt chronologisch an einem Tag der Woche, von Montag bis Freitag.

### Episode 1:Chrysalis
Die erste Episode beginnt mit Max’ Vision eines gigantischen Tornados, der die Stadt Arcadia Bay zerstört. Max erwacht anschließend im Fotografieseminar auf dem Campus der Blackwell Academy. Das Spiel führt nun zunächst in die Besonderheiten der Spielmechanik ein und setzt die Handlung dabei fort: Auf der Mädchentoilette der Lehranstalt wird Max zufällig Zeugin eines Tötungsdelikts. Eine junge Frau im Punkeroutfit versucht dort Max’ Mitstudent Nathan Prescott, einen unsympathischen Sprössling aus reichem Hause und Antagonist des Spiels, zu erpressen. Nathan flippt aus, es kommt zum Streit und er erschießt die Erpresserin daraufhin versehentlich im Gerangel. Max reagiert panisch und stellt im Rahmen ihrer unkontrollierten Reaktion fest, dass sie durch eine bestimmte Geste die Zeit ein Stück zurückdrehen kann. Durch Anwendung dieser Fähigkeit kann sie das Tötungsdelikt nun verhindern.
Nach diesem folgenschweren Ereignis werden die Personenkonstellationen sowie einige Örtlichkeiten des Spiels eingeführt. Während eines Treffens mit ihrem Mitstudenten Warren wird Max von Nathan zur Rede gestellt und bedroht. Aus dieser Situation wird sie von Chloe gerettet, ihrer bis zum Wegzug aus Arcadia Bay besten Freundin. Es stellt sich heraus, dass Chloe die Erpresserin aus der Mädchentoilette ist. Max und Chloe tauschen sich aus und erneuern dabei ihre Freundschaft. So erfährt Max, die kurz nach dem Tod von Chloes Vater Arcadia Bay mit ihren Eltern verlassen hatte, dass Chloe nun mit ihrer Mutter und ihrem verhassten Stiefvater David Madsen, dem Sicherheitschef der Akademie, zusammen lebt. Außerdem erzählt Chloe von ihrer Mitstudentin und nach Max’ Umzug neuen besten Freundin Rachel, die vor sechs Monaten spurlos verschwand. Chloe beichtet Max zudem, dass sie Nathan wegen Geldproblemen erpressen wollte – dieser hatte sie unter Drogen gesetzt und wollte sich an ihr vergehen, für ihr Schweigen sollte er nun bezahlen. Nachdem Max zum zweiten Mal eine ohne Vorwarnung auftretende Vision von der Zerstörung Arcadia Bays durch einen Tornado hat und es trotz der Jahreszeit überraschend zu schneien anfängt, vertraut sie sich Chloe sowohl in Bezug auf ihre Vision als auch in Bezug auf ihre besondere Fähigkeit an.

### Episode 2:Out of Time
Am nächsten Morgen wacht Max in ihrem Zimmer auf und verabredet sich mit Chloe zum Frühstück im Two Whales Diner. Dort fordert Chloe einen Beweis für Max’ Fähigkeit, die Zeit zurückzudrehen, den Max erbringt, indem sie Geschehnisse im Diner beobachtet, die Zeit zurückdreht und Chloe von den Geschehnissen berichtet, die dann auch so geschehen. Chloe reagiert begeistert und schlägt vor, die Fähigkeit zum Spaß zu nutzen.
Nach dem Frühstück begeben sich die beiden auf Chloes Vorschlag hin auf einen Schrottplatz neben einer Eisenbahnlinie, der für Chloe einen geheimen Rückzugsort darstellt, den sie Max zeigen möchte. Dort werden sie vom Drogendealer Frank Bowers überrascht, der Chloe bedroht, da sie ihm noch Geld schuldet. Nach einem verbalen Scharmützel verschwindet er, aber Chloe und Max sind von der Begegnung so ernüchtert, dass sie sich auf den Heimweg machen, wobei sie den Bahngleisen nach Arcadia Bay folgen. Chloe gerät angesichts eines herannahenden Zuges in Lebensgefahr, als sie sich mit dem Fuß in einer Weiche verhakt, welche Max nur in letzter Sekunde lösen kann.
Zurück in der Blackwell Academy nimmt Max an einer Fotografiestunde teil, als plötzlich auf dem Campus Chaos ausbricht, weil eine Studentin das Dach des Studentenwohnheims erklommen hat und durch einen Sprung in die Tiefe Suizid zu begehen droht. Dabei handelt es sich um Kate Marsh, die wegen eines im Netz zirkulierenden Videos mit sexuellen Inhalten gemobbt wird und am daraus erwachsenden Druck zu zerbrechen droht. Durch den Einsatz ihrer besonderen Fähigkeit kann sich Max auf das Gebäudedach begeben, bevor Kate in den Tod springt. Es entspinnt sich ein Dialog zwischen den beiden, in dessen Verlauf Kate je nach Verhalten des Spielers in die Tiefe springt oder Max weinend in die Arme fällt. Im Anschluss an diese Situation beruft Schuldirektor Wells eine Konferenz ein, bei der Max, Nathan, Max’ Lieblingslehrer Mr. Jefferson und der Sicherheitsbeauftragte David zugegen sind. Im Rahmen dieser Konferenz muss Max entweder Nathan, Mr. Jefferson oder David die Schuld für Kates erfolgreichen oder versuchten Suizid zuweisen.
Nach dem Gespräch findet überraschend eine Sonnenfinsternis statt.

### Episode 3:Chaos Theory
Die dritte Episode beginnt nachts in Max’ Zimmer. Nachdem sie aus dem Wohnheim geschlichen ist, trifft sie sich mit Chloe. Die beiden wollen weiter nach Hinweisen suchen und brechen deshalb mit von Chloes Stiefvater gestohlenen Schlüsseln in die Akademie und das Büro des Direktors ein. Dort finden sie die Schulakten von Kate, Rachel und einigen weiteren Schülern. In der Datei von Nathan im Computer des Direktors finden sie eine Zeichnung auf der „Rachel in the dark room“ („Rachel in der Dunkelkammer“) vielfach geschrieben steht. Nach dem erfolgreichen Einbruch steigen Max und Chloe noch aus Übermut in das Schulschwimmbad ein, um dort schwimmen zu gehen. Dort erscheint jedoch Sicherheitschef David Madsen, dem sie nur knapp entkommen können. Max übernachtet daraufhin bei Chloe, um an der Schule nicht weiter Aufsehen zu erregen.
Am nächsten Morgen fahren die beiden nach einem Frühstück zum Two Whales Diner, um weitere Beweise in Franks Wohnwagen zu suchen. Nachdem Max mithilfe ihrer Zeitreisefähigkeit die Schlüssel organisiert hat, brechen Chloe und Max in den Wohnwagen ein. Dort finden sie einige Fotos und Liebesbriefe, die zeigen, dass Rachel und Frank eine engere Beziehung hatten, als Rachel gegenüber Chloe zugegeben hat. Darauf ereifert sich Chloe, beschuldigt alle um sie herum des Verrats und beklagt sich bitterlich über ihr verkorkstes Leben, das seit dem Tod ihres Vaters den Bach hinunter gehe. Anschließend bringt sie Max zur Blackwell Academy zurück.
Zurück in ihrem Zimmer betrachtet Max ein Foto von ihr und Chloe aus ihrer Kindheit. Plötzlich beginnt das Bild zu flackern und Wortfetzen aus der Vergangenheit sind zu hören. Durch Konzentration auf das Bild gelingt es Max, zu dem Zeitpunkt der Fotografie, den Tag, an dem Chloes Vater einen tödlichen Verkehrsunfall hatte, zurückzureisen. Sie verhindert dessen Tod, indem sie seine Autoschlüssel versteckt. Daraufhin erwacht Max in einer parallelen Gegenwart, in der praktisch alles verändert, sie Mitglied des Vortex Clubs ist und zu Max’ Entsetzen ihre Freundin Chloe vom Hals abwärts gelähmt im Rollstuhl sitzt.

### Episode 4:Dark Room
Zu Beginn der vierten Episode erfährt man mehr über Chloes Leben mit ihrer Behinderung, welche durch einen Autounfall verursacht wurde. Nach einem Tag voller Erinnerungen und einem gemeinsamen Filmabend bittet Chloe Max am nächsten Morgen, angesichts ihrer ausweglosen Situation und ihres sich verschlechternden Gesundheitszustandes, ihr Leiden zu beenden und ihr beim Sterben zu helfen. Max kann diese Bitte entweder erfüllen oder ablehnen. Anschließend reist Max wieder zu dem Tag zurück, an dem der tödliche Unfall von Chloes Vater stattfand, um ihre vorherigen Eingriffe ungeschehen zu machen. Sie verhindert den Tod von Chloes Vater nicht, da sie nicht mit den Konsequenzen, vor allem Chloes Behinderung und möglichem Tod, leben kann. Damit stellt sie die „richtige“ Zeitlinie wieder her.
Zurück in der „echten“ Zeitlinie untersuchen die beiden Freundinnen nun das Verschwinden von Rachel Amber, wobei sie als Grundlage die Aufzeichnungen von David, Chloes Stiefvater, die von Drogendealer Frank und Rachels Freund, und die von Nathan nutzen. Die Untersuchung führt sie zu einer alten Scheune, die der Familie Prescott gehört. Sie stoßen auf einen Bunker, der unterhalb der Scheune gebaut wurde. Darin befindet sich unter anderem ein Fotostudio (der namensgebende Dark Room) mit Bildern von unter Drogeneinfluss stehenden Mädchen, darunter Rachel Amber und Kate Marsh. Diese Bilder befinden sich in den roten Ordnern, die schon häufiger im Abspann einer Episode zu sehen waren. Aufgrund eines leeren Ordners mit der Aufschrift „Victoria“ vermutet Max, dass Victoria Chase das nächste Opfer werden soll. Der Hintergrund auf einem besonders erschreckenden Bild mit Rachel führt Max und Chloe zurück zum Schrottplatz, wo sie Rachels vergrabene Leiche finden. Aus Wut über den Mord wollen beide Nathan auf der Vortex Club Party am Abend stellen, wo er aber nicht zu finden ist. Als sie zu den Schlafräumen gehen wollen, um dort nach Nathan zu suchen, erhält Chloe eine SMS von Nathan, die die beiden auf den Schrottplatz lockt.
Dort angelangt, betäubt Mark Jefferson, ein Lehrer der Blackwell Academy, Max mit einer Spritze und erschießt Chloe. Nach den Credits wird erneut für einige Sekunden die gleiche Szene wie vor den Credits der zweiten Episode gezeigt, in der der Spieler erneut den Ordner mit Kates Bildern sieht. Die Szene wird hier ein paar Sekunden weitergeführt: Mark Jefferson im Anzug und mit Gummihandschuhen greift nach einer Spritze und füllt diese. Man hört aus dem Off vermutlich Max einen der Anwesenden anflehen, aufzuhören (Please, don’t do this.).

### Episode 5:Polarized
Max erwacht gefesselt im Bunker-Fotostudio. Über mehrere Zwischenschritte gelingt es ihr, mit Hilfe eines von ihr in Episode 1 angefertigten Fotos die Vergangenheit so zu ändern, dass Jefferson festgenommen werden kann und sie als Gewinnerin eines Fotowettbewerbs nach San Francisco reist. In San Francisco erreicht sie die Nachricht, dass Arcadia Bay gerade durch den in ihren Visionen vorhergesehenen Tornado zerstört wird, wobei Chloe vermutlich zu Tode kommt. Daher ändert Max mithilfe ihres in San Francisco ausgestellten Wettbewerbsbildes die Vergangenheit erneut, und zwar so, dass sie das Bild für den Wettbewerb nie einreicht. Als nicht vorhersehbare Konsequenz ergibt sich daraus allerdings, dass Jefferson in dieser Zeitlinie nicht festgenommen wird, und Max wieder in seinem Fotostudio endet. Kurz bevor Jefferson sie mit einer Überdosis töten kann, wird das Fotostudio von David gefunden und Max befreit.
Max fährt inmitten des heraufziehenden Tornados zum Two Whales Diner, um dort von Warren ein in Episode 4 angefertigtes Foto in Empfang zu nehmen, mit dem sie einen neuerlichen Versuch startet, die Vergangenheit günstig zu beeinflussen. In dieser Zeitlinie begeben sich Chloe und Max am Ende von Episode 4 nicht zum Schrottplatz, sodass Chloe nicht erschossen werden kann. Beide befinden sich danach am Rande des Sturms am Strand von Arcadia Bay. Max wird zeitweise bewusstlos und findet sich in einem Albtraum wieder, aus dem sie zunächst entkommen muss. In dem Albtraum treten die aus der Realität bekannten Figuren auf und hinterfragen die von Max in den vergangenen Episoden getroffenen Entscheidungen.
In der Realität hat Chloe die bewusstlose Max derweil zum Leuchtturm (inspiriert vom Heceta Head Light) gebracht, der nicht im Weg des Tornados liegt. Chloe hat erkannt, dass das Schicksal der Stadt Arcadia Bay mit ihrem eigenen Schicksal verbunden ist, und legt Max nahe, die Vergangenheit ein letztes Mal zu ändern: Mit einem auf der Damentoilette der Schule in Episode 1 angefertigten Foto soll Max in die Vergangenheit reisen und diesmal Chloes Zusammentreffen mit Nathan nicht beeinflussen, was in Chloes Tod enden und alle Veränderungen ungeschehen machen würde. Als Resultat wäre das natürliche Gleichgewicht wiederhergestellt und Arcadia Bay würde nicht vom Tornado zerstört. Stattdessen würde die Woche völlig anders verlaufen und das Spiel endet mit Chloes Beerdigung. Alternativ kann Max Chloes Selbstaufopferung ablehnen, sodass die Stadt zerstört wird. Chloe und Max verlassen in diesem Fall gemeinsam das verwüstete Arcadia Bay. In diesem Fall bleibt unklar, was mit den Bewohnern der Stadt geschehen ist und ob wirklich alle im Sturm umkamen.

## Spielprinzip und Technik
Die Spielwelt wird in 3D dargestellt und die Protagonistin Max aus der Third-Person-Perspektive gesteuert. Die Spielwelt ist weitgehend frei begehbar, nicht für die Erkundung vorgesehene Areale werden durch Barrieren wie Zäune, Hecken oder nicht zu öffnende Türen versperrt. Zahlreiche Objekte und Personen in der Spielwelt können untersucht werden. Sind sie für das Fortschreiten der Handlung von Belang, stehen dem Spieler zusätzlich weitere Handlungsmöglichkeiten offen; so können Objekte fotografiert oder manipuliert und Personen angesprochen werden. Dialoge laufen über das Multiple-Choice-Verfahren ab. Max besitzt außerdem ein Tagebuch, in dem sie ihre Erlebnisse festhält und dem der Spieler Hintergrundinformationen zu Charakteren und Orten entnehmen kann. Max kann mit ihrem Handy neben automatisch ablaufenden, meist die Handlung vorantreibenden Telefonaten, auch via SMS mit ihren Freunden und Eltern kommunizieren.
Nachdem Max Kenntnis von ihrer besonderen Fähigkeit genommen hat, kann sie per Tastendruck die Zeit ein wenig zurückdrehen, wobei sie selbst an Ort und Stelle verharrt. Somit kann sie nicht nur ungünstig verlaufende Situationen nachträglich korrigieren, sondern sich in sehr geringem Maße auch teleportieren, indem sie die Zeit bis zu einem Punkt zurückspult, an dem sie sich noch an einem anderen Ort befunden hatte. Diese Funktion wird anhand einer Spirale in der linken oberen Ecke visualisiert. Wichtige Ereignisse werden auf dieser Spirale als Punkte markiert. Max kann die Zeit nur bis zu einem bestimmten Punkt zurückspulen. Bei übermäßigem Gebrauch ihrer Fähigkeit bekommt Max teilweise Kopfschmerzen, Nasenbluten oder fällt sogar in Ohnmacht. In einigen wenigen Fällen, z. B. einem in der Handlung vorkommenden Suizidversuch eines anderen Charakters, kann Max nach einigen Anwendungen ihrer Fähigkeit die Zeit nicht mehr zurückspulen, weil die Kraft dafür vorübergehend erschöpft ist. Dadurch sind die in einer solchen Situation getroffenen Entscheidungen sowie das daraus resultierende Geschehen unumkehrbar.
Die Handlung folgt dabei einer letztendlich nicht grundsätzlich veränderbaren Rahmengeschichte, die in einer einzigen letzten, dafür maßgeblichen Entscheidung endet: die Opferung Chloes, wodurch alles, was zuvor geschehen ist, rückgängig gemacht wird – oder die Opferung Arcadia Bays, was die getroffenen Entscheidungen im angedeuteten drastischen Resultat (alle anderen außer Max und Chloe sterben) eigentlich ebenfalls größtenteils belanglos macht. Damit geht es letzten Endes nicht darum, ein möglichst perfektes Spielergebnis zu erreichen, sondern um die Reise, die Max und Chloe in dieser einen Woche erleben, und um die in ihren Konsequenzen teils schwerwiegenden Entscheidungen, die Max (also der Spieler) dabei treffen muss.

## Charaktere

### Maxine „Max“ Caulfield
Max ist eine gerade 18 gewordene junge Frau aus Arcadia Bay, Oregon. Sie hat dort ihre Kindheit verbracht, zog aber im Alter von 13 Jahren mit ihren Eltern nach Seattle, Washington, und verlor dadurch den Kontakt zu Chloe, ihrer besten Freundin aus Kindheitstagen. Fünf Jahre später kehrt sie zurück nach Arcadia Bay, um dort an der Blackwell Academy Fotografie zu studieren. Max liebt die Fotografie und nimmt ihre analoge Polaroid-Sofortbildkamera überall mit hin, um damit Schnappschüsse zu machen. Sie ist eher schüchtern, zweifelt noch häufig an ihren Fähigkeiten, weiß sich jedoch zu verteidigen, wenn es darauf ankommt. Sie wird von Victoria Chase und anderen (aber nicht allen) Mitgliedern des Vortex Clubs, dem Eliteclub der Schule, als Geek ausgegrenzt, vor allem wegen ihres „Retro-Looks“. Ihre besten Freunde in Arcadia Bay sind neben Chloe ihr Mitschüler Warren, der Interesse an ihr zeigt, und im weiteren Verlauf des Spiels abhängig von Max Entscheidungen auch ihre Mitschülerin Kate Marsh.

### Chloe Price
Chloe war in Kindertagen Max’ beste Freundin. Nachdem ihr Vater starb und Max nach Seattle zog, wurde Chloe verschlossen und sehr rebellisch, was im Spiel unter anderem durch ihre blauen Haare, ihren Punk-Kleidungsstil, ihre zahlreichen Tattoos und den regelmäßigen Konsum von Marihuana visualisiert wird. Ein zentrales Element ihrer Rolle ist das Verhältnis zu ihrem Stiefvater David, Sicherheitsbeauftragter der Blackwell Academy, der sich einerseits für Chloe verantwortlich fühlt, anderseits aber auf ihr rebellisches Verhalten mit Kontroll- und Herrschsucht reagiert. Sie wurde für verschiedene Vergehen der Blackwell Academy verwiesen und hat als Teil ihrer Rebellion alles durchgemacht, was man allgemein als „schlechten Einfluss“ bezeichnet. Chloe und ihre Mitstudentin Rachel Amber waren gute Freunde oder hatten eine Beziehung, die genaue Natur ihres Verhältnisses zueinander kann im Prequel „Life Is Strange: Before the Storm“ erkundet und vom Spieler beeinflusst werden.

### Rachel Amber
Rachel ist eine gute Freundin von Chloe und wird zu Beginn des Spiels seit sechs Monaten vermisst. Das Rätsel um ihr Verschwinden und dessen Klärung ist einer der Handlungsstränge von Life is Strange. Es stellt sich im Lauf der Handlung heraus, dass sie im Geheimen mit dem Drogendealer Frank Bowers zusammen war. Besonders Chloe schien davon nichts gewusst zu haben. Rachel wird trotz ihres Verschwindens von Chloe idealisiert, ein Ausdruck ihrer tiefen Gefühle für Rachel. In Episode vier klärt sich ihr Schicksal auf – sie starb an einer Überdosis Drogen, die ihr Nathan verabreichte, als er seinem Mentor Jefferson nacheifern wollte.

### Warren Graham
Warren Daniel Graham ist ein weiterer Student der Blackwell Academy und ein Freund von Max. Er ist hochintelligent und liebt die Wissenschaft, respektiert aber auch die Kunst und gute Photographie. Er ist ein klassischer Geek, da er sowohl von Science-Fiction angezogen wird als auch Videospiele spielt. Er ist Max gegenüber freundlich und beschützend und es wird relativ schnell klar, dass Warren in Max verliebt ist.

### Kate Marsh
Die eigentlich lebensfrohe Kate stammt aus einer tief religiösen Familie und ist entsprechend erzogen worden. Sie wird von Victoria, Nathan und anderen Mitgliedern des Vortex Clubs wegen eines sich im Internet verbreitenden Videos gemobbt, das von ihr aufgenommen wurde, als sie auf einer Party des Vortex Clubs mit Drogen betäubt wurde. Victorias Gespräch mit einer ihrer „Untergebenen“ im Internatsduschraum legt nahe, dass Nathan Kate betäubt und das Video gedreht hat, jedoch gibt es dafür (noch) keinen Beweis. Dieses ständige Mobbing wird Kate schließlich zu viel, weshalb sie sich am Ende von Episode 2 dazu entschließt, sich das Leben zu nehmen. Es liegt daraufhin in einem dramatischen Episoden-Höhepunkt auf dem Internatsdach in den Händen von Max, ob Kate dieses Vorhaben umsetzt und stirbt oder sich helfen lässt. Kate schöpft neuen Mut, wenn sie von Max gerettet werden kann.

### Victoria Chase
Victoria kommt aus einer der reichsten Familien Arcadia Bays. Sie genießt an der Blackwell Academy eine hohe Popularität bei Lehrern und Mitstudenten und ist der Mittelpunkt einer Clique von Mädchen, die Victoria geradezu anhimmeln. Einer ihrer besten Freunde ist Nathan. Als Antagonistin wird sie als arrogant, unfreundlich, hochnäsig und herablassend dargestellt. Anhand ihres Charakters wird klassisches Mobbing in der Schule dargestellt: Durch häufiges Abqualifizieren ihr unliebsamer Personen wie Max oder Kate Marsh übt sie auf diese einen großen sozialen Druck aus. Nur selten wird angedeutet, dass auch sie eine menschliche Seite sowie soziale Probleme hat. Ihre Eltern besitzen eine Galerie, dadurch ist Victoria überzeugt, dass „this art-game“ („dieses Kunst-Spiel“) nur mit unlauteren Methoden „gespielt“ werden kann, wie ein Erpressungsversuch gegenüber ihrem Lehrer Mark Jefferson. Zudem sollte sie das nächste Opfer im Dark Room werden.

### Nathan Prescott
Nathans Familie ist ebenfalls reich und ihr scheint die gesamte Stadt zu gehören. Nathan meint, dass er deshalb das Recht besitzt, über alles und jeden zu bestimmen. Wie Victoria ist er arrogant, herablassend und ein Mitglied des Vortex Clubs. Gefährlich macht ihn indes seine psychische Instabilität. Er wird schnell aggressiv und hasst es, wenn andere versuchen, über ihn zu bestimmen. Nathan wurde von Chloe erpresst, da er sie unter Drogen setzte und sich an ihr vergehen wollte. Er bedrohte sie daraufhin mit einer Pistole und erschoss sie versehentlich, was Max rückgängig machte. Auch ist es wahrscheinlich, dass er Kate Marsh während einer Party des Vortex Clubs wie Chloe mit Drogen betäubt und danach ein Video von ihr gedreht hat. Wenn man ihm in Episode 2 die Hauptschuld zuweist, wird er bis auf weiteres vom Unterricht suspendiert, kündigt aber an, sich vor Gericht wiederzusehen. Er ist der vermeintliche Besitzer eines geheimen Fotostudios, in dem Bilder von unter Drogeneinfluss stehenden Personen gemacht werden. Das Ende von Episode 4, sowie eine Aussage von Kate Marsh legen jedoch nahe, dass dieses Fotostudio von Mark Jefferson genutzt wird. In Episode 5 wird klar, dass er insgeheim aber Reue für seine Taten zeigt. Er spricht Max weinend eine Nachricht aufs Handy, in der er sie vor Jefferson warnt und sagt, dass er immer ausgenutzt worden wäre und es ihm leid täte. In der bekannten Realität wird er von Jefferson getötet; wenn man sich dafür entscheidet Arcadia Bay zu retten, kommt er für den Totschlag an Chloe ins Gefängnis und beschuldigt diesen, worauf Jefferson ebenfalls verhaftet wird.

### William Price
William ist Chloes leiblicher Vater und der erste Mann von Joyce. Er kam fünf Jahre vor der Spielhandlung bei einem tragischen Verkehrsunfall ums Leben. Dies ist einer der Gründe, warum Chloe zu einem rebellischen Punk wurde. In Episode 3 reist Max mithilfe eines Fotos zurück bis zu seinem Todestag und kann seinen Tod verhindern, indem sie seine Autoschlüssel versteckt. Damit erschafft sie jedoch eine alternative Realität, in der William zwar am Leben ist, Chloe jedoch vom Hals an abwärts gelähmt ist und im Rollstuhl sitzt. Ihre Familie ist in dieser Zeitlinie durch ihre teuren, aber lebensnotwendigen Behandlungen hochverschuldet. Zu Beginn von Episode 4 macht Max dies ungeschehen, indem sie ihre fehlgeschlagene Korrektur rückgängig macht.

### David Madsen
David ist Chloes Stiefvater, der sich nicht besonders gut mit ihr versteht. Er ist ein Militärveteran und der Leiter der Campussicherheit an der Blackwell Academy. Chloe lehnt ihn als Teil ihrer Rebellion massiv ab, weil er aus ihrer Sicht den Platz ihres Vaters eingenommen hat. Verkompliziert wird das Verhältnis durch Davids Paranoia und Kontrollsucht, die auf seinen Kriegseinsatz zurückzuführen sind. Auf Konflikte reagiert er mit Verhaltensmustern aus seiner Militärzeit. Im Laufe des Spiels findet man heraus, dass er deswegen grundsätzlich jeden anderen Menschen krimineller Aktivitäten oder der Mitwisserschaft verdächtigt und bestimmte Leute, besonders Kate, Rachel und Max stalkt. Max findet heraus, dass David eine Kameraüberwachung für den gesamten Campus plant und in seinem Haus bereits etabliert hat. Er scheint durch sein bedrohliches Verhalten mitverantwortlich an Kates Suizidversuch. Zudem verfügt er über mehrere Schusswaffen. David zeigt zudem Abneigung gegenüber Mark Jefferson. Allerdings stellt sich im Verlauf der Handlung heraus, dass David letztendlich von tiefer Sorge um das Wohlergehen Chloes, seiner Frau Joyce und aller Schüler der Akademie getrieben wird und sie beschützen will. Ebenso will er herausfinden, was mit Rachel geschehen ist und was an der Akademie vor sich geht. Doch er scheitert in all seinen Vorhaben, weil er alles durch den Zerrfilter seiner Paranoia sieht.

### Mark Jefferson
Mark Jefferson, von seinen Studenten Mr. Jefferson genannt, ist der junge und dynamische Fotografietutor der Blackwell Academy. Jefferson ist renommierter Fotograf, hat eine Ausstellung in Blackwell sowie ein eigenes Buch. Sein Unterricht wird locker und offen dargestellt, einer der Gründe, warum er bei Schülern und dem Lehrkörper hoch beliebt ist. Er zeigt sich um Kate Marsh kurz vor ihrem Suizidversuch sehr besorgt, schafft es jedoch nicht, Kate besser zu stimmen. Im anschließenden Gespräch mit der Schulleitung ist er ebenfalls anwesend. Zudem wählt er für die Highschool einen Gewinner für den Everyday Heroes Contest aus, einen Fotografie-Wettbewerb, bei dem der Gewinner nach San Francisco fliegt, um dort in der Zeitgeist-Galerie sein Foto auszustellen und der Kunstwelt vorgestellt zu werden. Obwohl er im ganzen Spiel als vertrauenswürdiger und hilfsbereiter Charakter etabliert wird, stellt sich schließlich heraus, dass er ein Psychopath ist. Er ist besessen davon, Unschuld und Reinheit in seinen Fotografien einzufangen. Zu diesem Zweck setzt er seine unfreiwilligen Modelle unter starke Drogen, um durch deren resultierende Black-outs gekünstelte Posen während der Shootings zu vermeiden. Er kidnappt Max und tötet Chloe am Ende von Episode 4. In Episode 5 erzählt er Max, dass er zusammen mit Nathan Prescott Schüler der Blackwell Academy entführte, um diese zu fotografieren, darunter Rachel Amber und Kate Marsh. Rachel Amber kam dabei durch Nathans Ungeschicklichkeit aufgrund einer Überdosis ums Leben.
Je nach Entscheidungen des Spielers, wird Jefferson am Ende des Spiels von David gefangen genommen, von diesem erschossen oder wird bereits zu Beginn der Woche von mehreren Polizeibeamten verhaftet.

## Synchronisation (Auswahl)
| Rolle                                                         | Originalsprecher   |
| ------------------------------------------------------------- | ------------------ |
| Maxine „Max“ Caulfield und Courtney Wagner                    | Hannah Telle       |
| Nathan Prescott, Trevor, Daniel DaCosta und Luke Parker       | Nik Shriner        |
| David Madsen, Logan Robertson, Hayden Jones und Officer Berry | Don McManus        |
| Mark Jefferson, Samuel und Zachary Riggins                    | Derek Phillips     |
| Ray Wells                                                     | Eric Morgan Stuart |
| Michelle Grant                                                | PaSean Wilson      |
| Chloe Price, Taylor Christensen, Stella Hill und Sarah        | Ashly Burch        |
| Warren Graham, Justin und Evan                                | Carlos Luna        |
| Kate „Beverly“ Marsh, Alyssa Anderson und Juliet Watson       | Dayeanne Hutton    |
| Victoria Chase, Dana Ward und Brooke Scott                    | Dani Knights       |
| Joyce Price                                                   | Cissy Jones        |
| William Price                                                 | Joe Ochman         |
| Frank Bowers                                                  | Daniel Bonjour     |

## Produktionsnotizen
Entwickler Dontnod Entertainment hatte 2013 das aus Elementen des Action-Adventure und des Beat ’em up bestehendes Spiel Remember Me entwickelt und über den Publisher Capcom veröffentlicht. Die Entwicklung des späteren Life Is Strange begann 2013 unter dem Codenamen „What if?“ unter Mitfinanzierung durch eine De-minimis-Beihilfe von 200.000 Euro der französischen Filmförderungsbehörde Centre national du cinéma et de l’image animée Anfang 2014 musste das Studio Zahlungsunfähigkeit erklären, konnte den Bankrott jedoch abwenden.
Im Rahmen der Suche nach einem Publisher für Life Is Strange erwies sich Square Enix als der einzige Kandidat, der das Konzept nicht verändern wollte.
Der Score wurde von Jonathan Morali von der französischen Band Syd Matters produziert, die auch einige Stücke beitrug. Der von moderner Indie-Folk-Musik inspirierte Soundtrack soll die Atmosphäre des Spiels prägen und „sich durch jede Ebene der Geschichte, die Grafiken und den Sound ziehen“. Künstler, die auf dem Soundtrack vertreten sind, sind unter anderem José González, Mogwai, Breton, Amanda Palmer, Brian Viglione, Bright Eyes, Message to Bears, Local Natives, Sparklehorse, Angus & Julia Stone, alt-J und Mud Flow.
Feral Interactive veröffentlichte im Juni 2016 eine Version für Macintosh-Rechner und Juli desselben Jahres eine Linux-Version. Im Dezember 2017 erschien eine Version von Life Is Strange für mobile Endgeräte mit iOS-Betriebssystem. Eine Version für Android folgte im Juli 2018.

### Fortsetzungen und Spin-offs
Im Juli 2016 begannen Vorarbeiten für eine auf dem Spiel basierende Fernsehserie, für die Dontnod mit der US-amerikanischen Filmproduktionsgesellschaft Legendary Pictures kooperierte. Daneben erschien im August 2017 die erste Episode des Prequels Life Is Strange: Before the Storm. Im Mai 2017 wurde zudem mit Life Is Strange 2 eine Fortsetzung des Spiels angekündigt, deren erste Episode im September 2018 veröffentlicht wurde. Im Juni 2018 erschien mit The Awesome Adventures of Captain Spirit ein weiteres Spiel aus dem Life-is-Strange-Universum, das als Einführung in die Welt von Life is Strange 2 dienen soll.

#### Life Is Strange: Before the Storm
Auf der E3 2017 wurde bekannt, dass der Entwickler Deck Nine Games an einem Prequel des Spiels arbeitet, welches aus der Sicht von Chloe gespielt wird und rund drei Jahre vor den Ereignissen des originalen Spiels spielt. Die erste von insgesamt drei Episoden des Prequels mit dem Namen Life is Strange: Before the Storm erschien im August 2017 für PC, Xbox One und PlayStation 4. Im Anschluss an die Veröffentlichung der drei Episoden erschien darüber hinaus eine Bonusepisode Lebewohl, welche den Spieler in die Rolle der jungen Max Caulfield versetzt.

#### The Awesome Adventures of Captain Spirit
Im Juni 2018 kündigte Dontnod Entertainment auf der E3-Pressekonferenz von Microsoft das Spiel The Awesome Adventures of Captain Spirit an, welches ein Spin-off von Life Is Strange und eine Einführung in das Universum von Life Is Strange 2 darstelle. Nach Aussagen der Entwickler entstand die Idee zum Spiel, als sie eine Reihe von neuen Charakteren für Life Is Strange 2 entwickelten und in vielen davon das Potential sahen, mehr über deren Hintergründe zu erzählen. Resultat ist ein Spiel mit einer eigenständigen Handlung, das neben Hinweisen auf das ursprüngliche Spiel (z. B. einen Brief der aus Life is Strange bekannten Blackwell Academy) auch Hinweise auf Handlung und Schauplatz von Life Is Strange 2 enthält und, wie schon Life Is Strange: Before the Storm, das visuelle Erscheinungsbild und das Spielprinzip des ursprünglichen Spiels in weiten Teilen beibehält. Zudem soll ein Teil der Entscheidungen Einfluss auf Life is Strange 2 haben. Eine Besonderheit von Captain Spirit ist, dass es im Unterschied zu den vorherigen Spielen nicht im Episodenformat veröffentlicht wurde und zudem kostenlos ist. Das Spiel wurde im Juni 2018 veröffentlicht.

#### Life Is Strange 2
Im Mai 2017 gab der Entwickler Dontnod bekannt, an einem Nachfolger des Adventures zu arbeiten. Wie die Entwickler bei der Ankündigung von The Awesome Adventures of Captain Spirit bekanntgaben, wird dieses Spiel an einem neuen Schauplatz mit neuen Charakteren spielen. Zudem sollen einige Entscheidungen aus Captain Spirit und auch die finale Entscheidung aus Life is Strange Einfluss auf das Spiel haben. Ähnlich wie in den vorherigen Spielen verfügt einer der Hauptcharaktere über eine Fähigkeit, in diesem Fall Telekinese.

#### Life Is Strange: True Colors
Am 18. März 2021 kündigte der Publisher Square Enix bei dem Onlineevent Square Enix Presents den neuesten Ableger der „Life Is Strange“-Reihe an. Es wird mit der nordamerikanischen Kleinstadt Haven einen neuen Handlungsort geben, in welchem der Tod ihres Bruders die Protagonistin Alex in eine neue, mysteriöse Handlung verstrickt. Als übernatürliche Fähigkeit kann Alex die Emotionen, teils auch die Gedanken, von anderen Menschen wahrnehmen.

#### Life is Strange: Double Exposure
Im Juni 2024 wurde auf dem „Summer Game Fest“ in Los Angeles ein weiterer Life-is-Strange-Teil mit dem Hauptcharakter des ersten Teils, Max Caulfield, angekündigt. Das Spiel erschien am 29. Oktober 2024 für Xbox Series, PlayStation 5 und PC.

## Rezeption
Metacritic aggregiert insgesamt 42 Rezensionen des Spiels zu einer Durchschnittswertung von 83 % (Windows-Version) bzw. 85 % (PS4- und Xbox-One-Versionen). In der Fachpresse wurde einhellig ein Vergleich zu den Adventure-Titeln von Telltale Games angestellt.
Die GameStar hob die Spielmechanik und den Soundtrack von Life Is Strange positiv hervor, merkte aber fehlende Mimik der Charaktere und kleinere technische Unzulänglichkeiten negativ an. Das deutsche Adventure-Magazin Adventure-Treff lobte die audiovisuelle Aufmachung und die gelungene Story und Charakterzeichnung des Spiels, kritisierte aber, dass es für ein klassisches Adventure zu wenige Herausforderungen biete. 4Players nennt Life is Strange eine „persönliche Geschichte ums Erwachsenwerden“ und registrierte ein ruhiges, entspannendes Gameplay ohne Zeitdruck, merkte aber die stereotypen Charaktere negativ an. GBase zieht einen Vergleich mit Jugendromanen und sieht in Life is Strange Unterrichtsstoff für Schulen.
GameSpot zeigte sich von der sozialen Interaktion zwischen einzelnen Charakteren begeistert, monierte aber logische Inkonsistenzen beim Zurückspulen der Zeit, einige klischeehaft überzeichnete Charaktere und mangelnde Identifikationsmöglichkeit mit der Protagonistin. Kotaku kritisierte eine teils aufgesetzte, nicht jugend- und damit zielgruppengerechte Sprache. In technischer Hinsicht lobte das Magazin die Verwendung der Unreal Engine, die deutlich flüssigere Bewegungsabläufe erlaube als die Telltale-Engine. Zudem sei das Dontnod-Interface fortgeschrittener als das der US-Firma.
Abseits der Fachpresse bezeichnete die deutsche Wochenzeitung Die Zeit Life Is Strange als „melancholisches Coming-of-Age“, dessen Handlung Anklänge an David Lynchs Fernsehserie Twin Peaks aufweise. Wie viele Fachmagazine lobte die Zeit Atmosphäre und Charaktere und kritisierte zu einfache Rätsel.
Bis einschließlich Episode 3 wurden von Life Is Strange 1 Million Einheiten verkauft. Im Mai 2017 teilte das Studio mit, dass mehr als 3 Millionen Einheiten des Spiels abgesetzt wurden.